# Donald Trump (Lied)
Donald Trump ist ein Song des US-amerikanischen Rappers Mac Miller. Er wurde im Februar 2011 als erste Single seines zweiten Mixtapes Best Day Ever veröffentlicht.

## Inhalt
Donald Trump ist ein Partysong, der von Mac Miller aus der Perspektive des lyrischen Ichs gerappt wird. Inhaltlich geht es um sozialen Aufstieg, Geld, Alkohol und Erfolg bei Frauen. Dabei vergleicht der Rapper sich mit Donald Trump und dessen Reichtum sowie dem Streben nach Weltruhm. Er werde alle Leute, die über ihn lästern, hinter sich lassen und die schönsten Frauen aufreißen, die ihn früher abgewiesen haben.

“Take over the world when I’m on my Donald Trump shit

Look at all this money, ain’t that some shit? (Hey)

We gon’ take over the world while these haters gettin’ mad

That’s why all my bitches bad, they see this crazy life I have”

## Produktion
Das Lied wurde von dem US-amerikanischen Musikproduzenten Sap produziert, der neben Mac Miller auch als Autor fungierte. Es enthält ein Sample des Songs Vesuvius von Sufjan Stevens aus dem Jahr 2010.

## Musikvideo
Bei dem zu Donald Trump gedrehten Musikvideo führte Ian Wolfson Regie. Es feierte am 4. März 2011 auf YouTube Premiere und verzeichnet über 216 Millionen Aufrufe (Stand: Januar 2025). Zu Beginn steht Mac Miller auf dem Dach eines Hochhauses und sitzt kurz darauf auf einem Sofa in einer leeren Wohnung. Anschließend geht er durch die Wohnung, welche sich wenig später mit feiernden Leuten füllt, die zum Song tanzen. Weitere Szenen zeigen den Rapper mit seiner Crew, die zusammen vor schwarzem Hintergrund rappen. Am Ende sitzt Mac Miller wiederum allein in der Wohnung.

## Single

### Covergestaltung
Das Singlecover zeigt Mac Miller, der eine Sonnenbrille sowie ein weißes Basecap und ein weißes T-Shirt trägt. Im unteren Teil des Bilds befinden sich die Schriftzüge Mac Miller in Weiß und Donald Trump in Rot. Im Hintergrund sind die Hände eines jubelnden Publikums zu sehen.

### Chartplatzierungen
Donald Trump stieg am 11. Juni 2011 erstmals in die US-amerikanischen Singlecharts ein und erreichte am 7. Januar 2012 mit Rang 75 die beste Platzierung. Insgesamt war es sieben Wochen in den Top 100 vertreten.
| ChartsChartplatzierungen       | Höchstplatzierung | Wochen |
| ------------------------------ | ----------------- | ------ |
| Vereinigte Staaten (Billboard) | 75 (7 Wo.)        | 7      |

### Auszeichnungen für Musikverkäufe
Donald Trump erhielt im Jahr 2013 in den Vereinigten Staaten für mehr als eine Million verkaufte Einheiten eine Platin-Schallplatte.

| Land/Region               | Auszeichnungen für Musikverkäufe (Land/Region, Auszeichnung, Verkäufe) | Verkäufe  |
| ------------------------- | ---------------------------------------------------------------------- | --------- |
| Dänemark (IFPI)           | Gold                                                                   | 15.000    |
| Neuseeland (RMNZ)         | Platin                                                                 | 30.000    |
| Vereinigte Staaten (RIAA) | Platin                                                                 | 1.000.000 |
| Insgesamt                 | 1× Gold · 2× Platin ·                                                  | 1.045.000 |

## Reaktion von Donald Trump
Donald Trump äußerte sich auf Twitter unterschiedlich zum Song und lobte Mac Miller erst als neuen Eminem. 2012 forderte er jedoch Royaltys (Lizenzgebühren) von ihm für die Nutzung seines Namens als Titel.